# Nadzieja Drozd
Nadzieja Piatrouna Drozd (biał. Надзея Пятроўна Дрозд; ur. 8 marca 1983 w Bobrujsku) – białoruska koszykarka, występująca na pozycji rozgrywającej, reprezentantka kraju.

## Osiągnięcia
Na podstawie, o ile nie zaznaczono inaczej.

### Drużynowe
- Mistrzyni:
  - Ligi Bałtyckiej (2013)
  - Białorusi (2001, 2006, 2007, 2013)[3][4]
- Wicemistrzyni Białorusi (2000)
- Brązowa medalistka:
  - Ligi Bałtyckiej (2014, 2015)
  - mistrzostw Białorusi (2002, 2003, 2014, 2015)
- Zdobywczyni Pucharu Białorusi (2000, 2002, 2005, 2015)[5]
- Finalistka Pucharu Białorusi (2013)[4]
- Uczestniczka międzynarodowych rozgrywek Eurocup (2012/2013)

### Indywidualne
(* – nagrody przyznane przez portal eurobasket.com)
- Zaliczona do II składu ligi niemieckiej (2009)*[6]
- Uczestniczka meczu gwiazd ligi białoruskiej (2015)[5]
- Liderka:
  - Eurocup w przechwytach (2013)
  - ligi białoruskiej w asystach (2013 – 5,7)[4]

### Reprezentacja
Seniorska
- Brązowa medalistka mistrzostw Europy (2007)
- Uczestniczka mistrzostw:
  - świata (2014 – 10. miejsce)
  - Europy dywizji B (2005)

Młodzieżowe
- Uczestniczka:
  - mistrzostw Europy U–16 (1999 – 8. miejsce)
  - kwalifikacji do mistrzostw Europy:
    - U–20 (2002)
    - U–16 (1999)